# Silke Frankl
Silke Frankl (* 29. Mai 1970 in Mannheim) ist eine deutsche ehemalige Tennisspielerin.

## Karriere
Frankl erreichte am 15. August 1994 mit Position 67 ihre höchste Platzierung in der Einzel-Weltrangliste. Der vom 2. März 1992 datierende Platz 127 war ihre beste Einstufung in der Doppel-Wertung. Sie nahm mehrfach an Grand-Slam-Turnieren teil und gelangte dabei 1993 bis in die 3. Runde bei den French Open und wiederholte diesen Erfolg in Wimbledon 1994. 1989 war sie Deutsche Meisterin.

## Turniersiege

### Doppel
| Nr. | Datum            | Turnier  | Kategorie   | Belag | Partnerin | Finalgegnerinnen                        | Ergebnis |
| --- | ---------------- | -------- | ----------- | ----- | --------- | --------------------------------------- | -------- |
| 1.  | 14. Februar 1998 | Mallorca | ITF $10.000 | Sand  | Eva Belbl | Alice Canepa Conchita Martínez Granados | 6:3, 6:3 |